# Arsène Aumont-Thiéville
Pour les articles homonymes, voir Aumont.
Arsène Aumont-Thiéville, né Arsène Aumont, est un homme politique français né le 18 juin 1805 à Victot (Calvados) et mort le 30 novembre 1874  dans le 9e arrondissement de Paris,.

## Biographie
Notaire à Paris, il est député du Calvados de 1837 à 1846, siégeant à l'extrême gauche. 
Arsène Aumont hérite peu avant 1843 du château de Thiéville, et ajoute Thiéville à son nom. Il y fonde en 1843 une filature au bord de la Dives.
Il est commissaire du gouvernement  (préfet) du Calvados juste avant fin février 1848.
Il est aussi l'un des délégués de l'assemblée générale de la Caisse générale du commerce et de l'industrie. 
Il est inhumé au cimetière du Père-Lachaise (68e division).
Il est le grand-père de :
- Jacques Aumont-Thiéville (1880-1913), juriste, pilote de la mission, aérostier civil de l'Aéro-Club de France et auteur d'une traversée nocturne de la Manche, seul à bord du ballon « la Tulipe », le 28 septembre 1912[4], qui fut tué lors de l'explosion du ballon « Zodiac » à Villiers-sur-Marne le 17 avril 1913[5],[6].
- Valentine Bouillant (1858-1932), épouse du député Charles-Ernest Paulmier puis du marquis de Dion.

## Sources
- « Arsène Aumont-Thiéville », dans Adolphe Robert et Gaston Cougny, Dictionnaire des parlementaires français, Edgar Bourloton, 1889-1891 [détail de l’édition]